# ري فورويا
ري فورويا (降谷 零 Furuya Rei) (تنطق رَي فُورُيا) أو كما يعرف باسم أمورو تورو (安室 透 Amuro Tōru) أو بوربون (バーボン  Bābon) هو شخصية في مانغا وأنمي المحقق كونان، يعمل كعميل للشرطة السرية اليابانية. انضم إلى المنظمة السوداء تحت الاسم الحركي "بوربون" بهدف التجسس عليها. بجانب عمله كمتحرٍ خاص، يعمل أيضًا كنادل في مقهى بوارو القريب من وكالة التحري التابعة لكوغورو موري. إضافة إلى ذلك، أصبح تلميذًا لدى مكتب كوغورو موري للتحقيقات تحت اسم "أمورو تورو

## ظهوره
ظهر لأول مرة كنادل في مطعم في الحلقة 667، حين كانت هوية "بوربون" مخفية. لكن تم الكشف في الحلقة 704 أن "بوربون" هو نفسه أمورو تورو. بدأ بوربون في ملاحقة كونان منذ الحلقة 706 بعد أن سمع من أحد المتهمين عبارة "كوغورو النائم". وفي نهاية تلك الحلقة، اتصل بـ بلموت طالبًا منها معلومات حول "كوغورو النائم". في الحلقة 734، تنكر بشخصية رجل كان خلف الآنسة جودي في قضية البنك، وقام بوضع جهاز تنصت في إحدى كماماتها، بمساعدة بلموت التي تنكرت بدورها بشخصية زوجة بنزاكي. لاحقًا، نزعت بلموت جهاز التنصت من جودي، وقال بوربون لبلموت إنه اكتشف أن "ذلك الفتى" مرعب حقًا، في إشارة إلى كونان.
تنكر بوربون بشخصية أكاي، مع ندبة على وجهه بمساعدة بلموت، للتأكد من موت أكاي من خلال ردود فعل زملائه وأصدقائه المقربين. أطلق المشاهدون على هذا الشخص الغامض اسم "شبيه أكاي" قبل الكشف عن هويته في الحلقات 701-704. في الحلقة 783 ("الحقيقة القرمزية")، تم الكشف أن أمورو تورو هو جاسوس يعمل للشرطة السرية اليابانية وقد اخترق المنظمة السوداء. اكتشف كونان هويته الحقيقية عندما لاحظ رد فعله تجاه كلمة "زيرو"، مما أثار شكوكه وأدى إلى اكتشاف أن ري فورويا، المعروف باسمه الرمزي بوربون، هو جاسوس متخفٍ في المنظمة.

## شخصيته
أمورو تورو يتميز بذكائه وقدرته الاستنتاجية الرائعة. وفقًا لمعلومات ميزوناشي رينا، كانت مهمته الرئيسية هي البحث عن العضوة الهاربة آي هايبرا. كما يعلم أن شويتشي أكاي ما زال على قيد الحياة، وأن ميزوناشي رينا زورت موته. بوربون يضمر كراهية شديدة لجين.
كانت مهمته الأولى هي التحقق مما إذا كان شويتشي أكاي حيًا أم لا (قبل أن يتأكد من ذلك لاحقًا). يعتقد الكثيرون أن بوربون كان يستدرج أكاي عبر تقمص شخصيته، حيث ظهر "شبيه أكاي" مبتسمًا عندما صوبت كيانتي بندقيتها نحوه. من الملاحظ أيضًا أن "شبيه أكاي" يستخدم يده اليمنى، بينما أكاي الحقيقي أعسر. في النهاية، تم الكشف في فصول المانغا أن "شبيه أكاي" هو أمورو تورو نفسه.

## الحلقات التي ظهر فيها
| رقم الحلقة | عنوان الحلقة                                   |
| ---------- | ---------------------------------------------- |
| 667        | عشية حفل الزواج (الجزء الأول)                  |
| 668        | عشية حفل الزواج (الجزء الثاني)                 |
| 671        | موسيقى المتحرين الحالمة (القضية)               |
| 672        | موسيقى المتحرين الحالمة (الاختطاف)             |
| 673        | موسيقى المتحرين الحالمة (الاستنتاج)            |
| 674        | موسيقى المتحرين الحالمة (بوربون)               |
| 681        | بث الحب المهدد للحياة (بدية البث)              |
| 683        | بث الحب المهدد للحياة (التدافع نحوالمشهد)      |
| 699        | الظل المقترب من سر هايبرا (الجزء الأول)        |
| 700        | الظل المقترب من سر هايبرا (الجزء الثاني)       |
| 702        | قطار الغموض الأسحم (النفق)                     |
| 703        | قطار الغموض الأسحم (التقاطع)                   |
| 704        | قطار الغموض الأسحم (المحطة الأخيرة)            |
| 705        | كونان بداخل الغرفة المغلقة                     |
| 706        | حل اللغز أمام بوربون                           |
| 723        | خدمة التسليم الوديعة والباردة (الجزء الثاني)   |
| 734        | ذكريات جودي وفخ منظر الكرز المُتفتِّح             |
| 740        | الحمام حيث سقطت ران (الجزء الأول)              |
| 751        | قضية دعوة قط الكاليكو (الجزء الأول)            |
| 770        | حفلة الشاي المتوترة ( الجزء الأول )            |
| 771        | حفلة الشاي المتوترة ( الجزء الثاني )           |
| 779        | المقدمة القرمزية                               |
| 780        | المطاردة القرمزية                              |
| 781        | التقاطع القرمزي                                |
| 782        | العودة القرمزية                                |
| 783        | الحقيقة القرمزية                               |
| 813        | الظل الذي يقترب من آمورو                       |
| 836        | العلاقات السيئة في فرقة الفتيات (الجزء الأول)  |
| 837        | العلاقات السيئة في فرقة الفتيات (الجزء الثاني) |
| 866        | مسرح الخيانة (الجزء الأول)                     |
| 867        | مسرح الخيانة (الجزء الثاني)                    |
| 872        | اسطورة كونان وهيجي عن وحش النو (صراخ النو)     |
| 885        | حل الاحجية في مقهى بوارو (الجزء الأول)         |
| 886        | حل الاحجية في مقهى بوارو (الجزء الثاني)        |
| 898        | انصهار الكعك (حلقة خاصة بالفلم ال 22)          |
| 925        | الشريط الصادر من القلب (الجزء الأول)           |
| 926        | الشريط الصادر من القلب (الجزء الثاني)          |
| 942        | البحث عن ماريا-تشان (الجزء الثاني)             |
| 952        | قضية الكوكتيل غير المحلولة (الجزء الأول)       |
| 953        | قضية الكوكتيل غير المحلولة (الجزء الثاني)      |
| 954        | قضية الكوكتيل غير المحلولة (الجزء الثالث)      |
| 972        | الهدف هو قسم مرور شرطة العاصمة (الجزء الثاني)  |
| 974        | الهدف هو قسم مرور شرطة العاصمة (الجزء الرابع)  |
| 984        | كيد ضد كومي الشفاه المستهدفة (الجزء الثاني)    |
| 1003       | اللعبة المثالية ذات ال36 مربع (الجزء الاول)    |
| 1004       | اللعبة المثالية ذات ال36 مربع (الجزء الثاني)   |
| 1005       | اللعبة المثالية ذات ال36 مربع (الجزء الثالث)   |

1029

## الأفلام التي ظهر بها
| رقم الفيلم | اسم الفيلم                                                  |
| ---------- | ----------------------------------------------------------- |
| 20         | الكابوس الأشد سوادا . أطياف ملونة (名探偵コナン 純黒の悪夢) |
| 22         | جلاد زيرو (ゼロの執行人)                                    |
| 24         |                                                             |
| 25         | عروس الهالوين ، عروس شيبويا                                 |
| 26         | الغواصة الحديدية السوداء                                    |

28